# Édouard Roger-Vasselin
Édouard Roger-Vasselin (Gennevilliers, Francia, 28 de noviembre de 1983) es un jugador de tenis profesional francés. Su mejor posición en el ranking fue N.º 35 en febrero de 2014 y a nivel ATP ha conseguido 22 títulos en la categoría de dobles en su carrera, entre los que destaca la victoria en Roland Garros en 2014. Es hijo de Christophe Roger-Vasselin, quien fue semifinalista del Abierto de Francia en 1983.

## Biografía
Su apodo es Doudou, habla francés, inglés y español. Comenzó a jugar a una edad temprana con su padre, Christophe, quien llegó a semifinales en Roland Garros en 1983, derrotando a Jimmy Connors en cuartos de final antes de perder ante su compatriota y eventual campeón Yannick Noah. Su padre llegó al puesto n.º 39 en el Ranking ATP en 1 de agosto de 1983. Su madre es Alexandrine Verduijn que trabaja como pintora. Su superficie favorita es la hierba, su tiro es la volea y su evento Roland Garros. Sus hobbies son el fútbol, golf, cenar con los amigos, ver películas con su novia. Sería futbolista o jugador de golf si no hubiera sido jugador de tenis. Es fan del equipo de fútbol FC Nantes de la Ligue 1 de Francia. Su objetivo es jugar la Copa Davis para el equipo nacional. Su mejor recuerdo fue llegar a tercera ronda en Roland Garros 2007. Su entrenador es Pierre Mazenq.

## Carrera

### 2001-2003: Primera experiencia como profesional
En 2001, Édouard Roger-Vasselin comenzó a jugar en los futuros y torneos satélites. Un año más tarde ganó su primer título de Futuros en Dinamarca, y luego entró en el top 500 del ranking mundial. Desde 2003 comenzó a disputar torneos de la ATP Challenger Tour, y en septiembre de 2003, en Kiev, llegó por primera vez a una semifinal.

### 2004-2006: Debut ATP y primer título Challenger
En 2004, fue capaz de llegar a un total de seis semifinales de torneos Challenger. También anunció en julio de 2004 en el Torneo de Stuttgart su debut ATP cuando se alistó como perdedor afortunado en el cuadro principal. Sin embargo, perdió ante su compatriota Richard Gasquet. En septiembre de 2004, en el Torneo de Shanghái, también se clasificó para el cuadro principal, y ganó contra Nathan Healey su primer partido ATP antes de tener que retirarse en la segunda ronda contra el posterior finalista, Lars Burgsmuller. Luego se levantó por primera vez en el top 200 del ranking mundial.
En junio de 2005, Roger-Vasselin ganó en el Challenger de Montauban su primer título de esta categoría. También ganó dos torneos Challenger en dobles en los Challenger de Scheveningen y Challenger de Tampere este año. En agosto de 2006, fue capaz de defender su título en el Challenger de Tampere en dobles.

### 2007-2009: El debut de Grand Slam y la entrada por primera vez en el Top 100
Después de haber alcanzado en febrero de 2007 en Besançon otra final challenger, Édouard Roger-Vasselin pudo calificar en el Torneo de Casablanca primera vez en casi dos años y medio atrás para un torneo de la ATP desde abril de 2007. Después de una primera ronda con victoria ante Martín Vassallo Argüello se fue en la segunda ronda contra Paul-Henri Mathieu. Para el 2007 se le dio un comodín para el cuadro principal del Torneo de Roland Garros y por primera vez llegó a la tercera ronda de un torneo Grand Slam. Un mes más tarde en Wimbledon, Roger-Vasselin se clasificó para el cuadro principal y fue capaz después de una victoria sobre el argentino Juan Ignacio Chela de nuevo llegar a la tercera ronda. Alcanzó el número 82 del ranking mundial.
En 2008 Édouard Roger-Vasselin jugó un total de seis torneos de la ATP sin mucho éxito. En el nivel Challenger, disputó la final del Challenger de Mons, también ganó un título de dobles en Surbiton, y alcanzó la segunda ronda del Abierto de Australia junto a Gilles Simon como pareja.
En 2009 ganó dos títulos de dobles en los Challenger de Cherburgo y Challenger de Segovia, también logró clasificarse para el cuadro principal de Wimbledon, donde perdió en cinco sets contra Stefan Koubek en la primera ronda.

### 2010-2011: Más títulos Challenger
En marzo de 2010, Edouard Roger- Vasselin ganó en el Challenger de Sarajevo derrotando en la final a Karol Beck. Además, también ganó en la competición de dobles, que ya fue el tercer título de dobles este año junto a Noumea y Cherburgo. Para el Abierto de Francia, recibió como en el año 2007 una invitación y derrotó en la primera ronda en cinco sets a Kevin Anderson, pero tuvo que retirarse ante el eventual semifinalista Tomáš Berdych. En septiembre y octubre de 2010, fue capaz de calificar para más torneos de la ATP, y de esta manera llegar a la segunda ronda en Kuala Lumpur. Una semana antes había alcanzado en Metz en el dobles junto a Richard Gasquet las semifinales, pero debido a una lesión de Gasquet no pudieron competir.
El año 2011 comenzó para Édouard Roger-Vasselin en el Torneo de Chennai, donde se clasificó para el cuadro principal, y derrotó a Milos Raonic, pero cayó derrotado ante Richard Gasquet. Perdió en la clasificación para el Abierto de Australia. En el Abierto de Francia, por la que recibió una invitación, perdió en la primera ronda en cinco sets contra Lukáš Rosol. También en Wimbledon, donde Roger-Vasselin clasificó con éxito, perdió en primera ronda ante su compatriota Gilles Simon. En julio, ganó el Challenger de Granby derrotando en la final a Matthias Bachinger lo que significó su primer título Challenger este año. Esto le permitió, por primera vez desde septiembre de 2010 entrar nuevamente en el top 100 del ranking mundial y fue así directamente clasificado para el Abierto de Estados Unidos perdiendo en primera ronda ante Gilles Müller.

### 2012: Primeros cuartos de final ATP y primeros títulos ATP de dobles
El francés terminó en el Top 100 por primera vez desde el 2007 destacando por un récord personal de 3 cuartos de final en torneos ATP World Tour, en Marsella (perdiendo contra Jo-Wilfried Tsonga) en febrero, 's-Hertogenbosch (perdiendo contra Philipp Petzschner), sobre césped en junio y en Moscú (perdió con Ivo Karlović) en octubre. 
Su mayor triunfo fue sobre el cabeza de serie n.º 21 del ranking, el ucraniano Alexandr Dolgopolov en segunda ronda en Moscú. Llegó a su puesto más alto de ranking, el número 67 el 11 de junio después de hacer segunda ronda en Roland Garros (venciendo a Vasek Pospisil, cayendo ante Juan Martín del Potro). También hizo idéntica ronda en el Abierto de Australia (derrotando a Xavier Malisse, perdiendo ante Andy Murray). 
En dobles conquistó sus primeros títulos, tras ganar los torneos de Montpellier, Marsella y Metz en todos ellos haciendo pareja con su compatriota Nicolas Mahut.
En Challengers se fue con marcas de 14-8 con dos semifinales y tres cuartos de final. Obtuvo un récord personal de $410.585. Compiló registros de 7-10 en asfalto, 4-3 en hierba y 3-6 en tierra batida. Quedó 0-3 contra rivales Top 10.

### 2013: Primera final ATP en individuales, entrada por primera vez en el Top 50 y más títulos en dobles
El francés compiló su mejor temporada al llegar a su primera final ATP World Tour y estando por encima del Top 50. Durante el año conquistó tres títulos de dobles y logró una final en individuales, lo que le hizo terminar el año el n.º 52 en sencillos y n.º 17 en parejas ganando 23 partidos en individuales y 34 de dobles. 
En marzo, llegó a la final en Delray Beach (perdiendo ante Ernests Gulbis). En mayo, logró sus primeras semifinales en arcilla en el Torneo de Niza (perdiendo ante Albert Montañés) y más tarde en octubre en el Torneo de Basilea (venciendo al n.º 8 Stanislas Wawrinka (su primera victoria sobre un Top 10, cayendo ante el n.º 5 Juan Martín del Potro). Después saltó del n.º 65 al n.º 48 en octubre.
En Grand Slam, acumuló un récord de 3-4, con segunda ronda en el Abierto de Australia (perdiendo ante su compatriota Julien Benneteau), en Roland Garros (perdiendo ante Nicolás Almagro) y en el US Open (perdiendo ante Philipp Kohlschreiber). Cayó en primera ronda en Wimbledon (de nuevo con Ernests Gulbis). 
En dobles ganó de nuevo tres títulos, en Newport (con Mahut), Atlanta (con Igor Sijsling) y en Torneo de Tokio (haciendo pareja con Rohan Bopanna). También fue finalista en el Torneo de Bogotá (de nuevo con Sijsling) e hizo semifinales en Wimbledon (con Bopanna). 
Compiló marcas de 14-16 en pista dura, 8-6 en arcilla y 1-4 en pasto. Quedó 1-6 contra rivales Top 10. Obtuvo su mejor marca con un récord personal de $815.655.

### 2014: Consagración definitiva a los 30 años
El francés llegó a su segunda final ATP World Tour en Chennai (perdiendo ante Stanislas Wawrinka) para comenzar la temporada. El 7 de enero, se retiró debido a la fatiga después de perder el primer set ante Aleksandr Dolgopólov primera ronda de Sídney. No se pudo convertir un punto de partido frente al cabeza de serie n.º 19 Kevin Anderson en tercera ronda del Abierto de Australia, donde terminó cayendo tras ganar los dos primeros sets. 
Hizo cuartos de final en Montpellier (perdiendo ante Jerzy Janowicz) y en Marsella (perdiendo ante Tsonga) en febrero. El 23 de febrero, salvó seis puntos de partido para ganar el título de dobles de Marsella (con Julien Benneteau), venciendo a Paul Hanley y Jamie Murray 13-11 en el último tie-break. Tras estos grandes resultados saltó a la posición n.º 35 en el ranking.

Rohan Bopanna y Édouard Roger-Vasselin durante el torneo Anexo:Torneo de Roland Garros 2018 (dobles masculino)
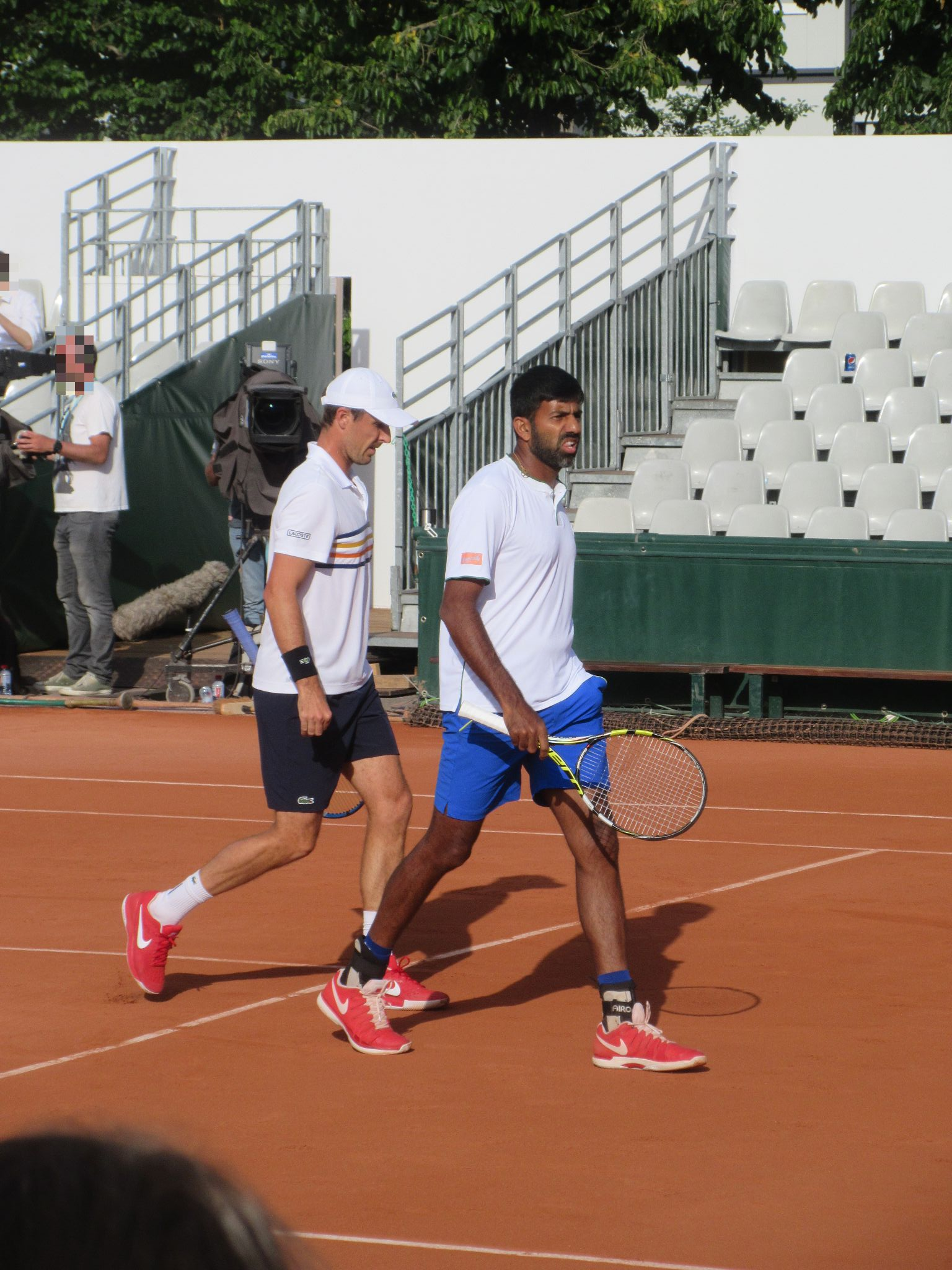

## Torneos de Grand Slam

### Dobles

#### Campeón (1)
| Año  | Torneo        | Pareja           | Oponentes en la final        | Resultado   |
| 2014 | Roland Garros | Julien Benneteau | Marcel Granollers Marc López | 6-3, 7-6(1) |

#### Finalista (2)
| Año  | Torneo    | Pareja           | Oponentes en la final               | Resultado                           |
| 2016 | Wimbledon | Julien Benneteau | Pierre-Hugues Herbert Nicolas Mahut | 4-6, 6-7(1), 3-6                    |
| 2019 | Wimbledon | Nicolas Mahut    | Juan Sebastián Cabal Robert Farah   | 7-6(5), 6-7(5), 6-7(6), 7-6(5), 3-6 |

### Dobles mixto

#### Títulos (1)
| Año  | Torneo        | Pareja          | Oponentes en la final         | Resultado |
| 2024 | Roland Garros | Laura Siegemund | Desirae Krawczyk Neal Skupski | 6-4, 7-5  |

#### Finalista (1)
| Año  | Torneo             | Pareja           | Oponentes en la final    | Resultado        |
| 2022 | Abierto de EE. UU. | Kirsten Flipkens | Storm Sanders John Peers | 6-4, 4-6, [7-10] |

## Títulos ATP (28; 0+28)

### Individual (0)
| Leyenda                         |
| Grand Slam (0)                  |
| ATP World Tour Finals (0)       |
| ATP Masters 1000 World Tour (0) |
| ATP World Tour 500 series (0)   |
| ATP World Tour 250 series (0)   |

#### Finalista (2)
| N.º | Fecha              | Torneo       | Superficie | Oponente en la final | Resultado   |
| --- | ------------------ | ------------ | ---------- | -------------------- | ----------- |
| 1.  | 3 de marzo de 2013 | Delray Beach | Dura       | Ernests Gulbis       | 6-7(3), 3-6 |
| 2.  | 5 de enero de 2014 | Chennai      | Dura       | Stanislas Wawrinka   | 5-7, 2-6    |

### Dobles (28)
| Leyenda                         |
| Grand Slam (1)                  |
| ATP Wourld Tour Finals (0)      |
| ATP Masters 1000 World Tour (3) |
| ATP World Tour 500 series (5)   |
| ATP World Tour 250 series (19)  |

| N.º | Fecha                    | Torneo          | Superficie    | Pareja            | Oponente en la final                | Resultado              |
| --- | ------------------------ | --------------- | ------------- | ----------------- | ----------------------------------- | ---------------------- |
| 1.  | 5 de febrero de 2012     | Montpellier     | Dura (i)      | Nicolas Mahut     | Paul Hanley Jamie Murray            | 6-4, 7-6(4)            |
| 2.  | 26 de febrero de 2012    | Marsella        | Dura (i)      | Nicolas Mahut     | Dustin Brown Jo-Wilfried Tsonga     | 3-6, 6-3, 10-6         |
| 3.  | 23 de septiembre de 2012 | Metz            | Dura (i)      | Nicolas Mahut     | Johan Brunström Frederik Nielsen    | 7-6(4), 6-4            |
| 4.  | 15 de julio de 2013      | Newport         | Hierba        | Nicolas Mahut     | Tim Smyczek Rhyne Williams          | 6-7(4), 6-2, [10-5]    |
| 5.  | 29 de julio de 2013      | Atlanta         | Dura          | Igor Sijsling     | Colin Fleming Jonathan Marray       | 7-6(6), 6-3            |
| 6.  | 6 de octubre de 2013     | Tokio           | Dura          | Rohan Bopanna     | Jamie Murray John Peers             | 7-6(5), 6-4            |
| 7.  | 23 de febrero de 2014    | Marsella        | Dura (i)      | Julien Benneteau  | Paul Hanley Jonathan Marray         | 4-6, 7-6(6), [13-11]   |
| 8.  | 7 de junio de 2014       | Roland Garros   | Tierra batida | Julien Benneteau  | Marcel Granollers Marc López        | 6-3, 7-6(1)            |
| 9.  | 26 de julio de 2015      | Bogotá          | Dura          | Radek Štepánek    | Mate Pavić Michael Venus            | 7-5, 6-3               |
| 10. | 23 de agosto de 2015     | Cincinnati      | Dura          | Daniel Nestor     | Marcin Matkowski Nenad Zimonjić     | 6-2, 6-2               |
| 11. | 27 de septiembre de 2015 | Metz            | Dura (i)      | Łukasz Kubot      | Pierre-Hugues Herbert Nicolas Mahut | 2-6, 6-3, [10-7]       |
| 12. | 24 de julio de 2016      | Washington      | Dura          | Daniel Nestor     | Łukasz Kubot Alexander Peya         | 7-6(3), 7-6(4)         |
| 13. | 23 de octubre de 2016    | Amberes         | Dura (i)      | Daniel Nestor     | Pierre-Hugues Herbert Nicolas Mahut | 6-4, 6-4               |
| 14. | 24 de septiembre de 2017 | Metz            | Dura (i)      | Julien Benneteau  | Wesley Koolhof Artem Sitak          | 7-5, 6-3               |
| 15. | 23 de septiembre de 2018 | Metz            | Dura (i)      | Nicolas Mahut     | Ken Skupski Neal Skupski            | 6-1, 7-5               |
| 16. | 21 de octubre de 2018    | Amberes         | Dura (i)      | Nicolas Mahut     | Marcelo Demoliner Santiago González | 6-4, 7-5               |
| 17. | 10 de febrero de 2019    | Montpellier     | Dura (i)      | Ivan Dodig        | Benjamin Bonzi Antoine Hoang        | 6-4, 6-3               |
| 18. | 25 de mayo de 2019       | Lyon            | Tierra batida | Ivan Dodig        | Ken Skupski Neal Skupski            | 6-4, 6-3               |
| 19. | 6 de octubre de 2019     | Tokio           | Dura          | Nicolas Mahut     | Nikola Mektić Franko Škugor         | 7-6(7), 6-4            |
| 20. | 20 de octubre de 2019    | Estocolmo       | Dura (i)      | Henri Kontinen    | Mate Pavić Bruno Soares             | 6-4, 6-2               |
| 21. | 18 de octubre de 2020    | San Petersburgo | Dura (i)      | Jürgen Melzer     | Marcelo Demoliner Matwé Middelkoop  | 6-2, 7-6(4)            |
| 22. | 28 de febrero de 2021    | Montpellier     | Dura (i)      | Henri Kontinen    | Jonathan Erlich Andrei Vasilevski   | 6-2, 7-5               |
| 23. | 16 de octubre de 2022    | Florencia       | Dura (i)      | Nicolas Mahut     | Ivan Dodig Austin Krajicek          | 7-6(4), 6-3            |
| 24. | 26 de febrero de 2023    | Marsella        | Dura (i)      | Santiago González | Nicolas Mahut Fabrice Martin        | 4-6, 7-6(4), [10-7]    |
| 25. | 1 de abril de 2023       | Miami           | Dura          | Santiago González | Austin Krajicek Nicolas Mahut       | 7-6(4), 7-5            |
| 26. | 5 de agosto de 2023      | Los Cabos       | Dura          | Santiago González | Andrew Harris Dominik Koepfer       | 6-4, 7-5               |
| 27. | 29 de octubre de 2023    | Basilea         | Dura (i)      | Santiago González | Hugo Nys Jan Zieliński              | 6-7(8), 7-6(3), [10-1] |
| 28. | 5 de noviembre de 2023   | París           | Dura (i)      | Santiago González | Rohan Bopanna Matthew Ebden         | 6-2, 5-7, [10-7]       |

#### Finalista (19)
| N.º | Fecha                    | Torneo                | Superficie    | Pareja            | Oponentes en la final               | Resultado                           |
| --- | ------------------------ | --------------------- | ------------- | ----------------- | ----------------------------------- | ----------------------------------- |
| 1.  | 21 de julio de 2013      | Bogotá                | Dura          | Igor Sijsling     | Purav Raja Divij Sharan             | 6-7(4), 6-7(3)                      |
| 2.  | 16 de agosto de 2015     | Montreal              | Dura          | Daniel Nestor     | Bob Bryan Mike Bryan                | 6-7(5), 6-3, [6-10]                 |
| 3.  | 11 de octubre de 2015    | Pekín                 | Dura          | Daniel Nestor     | Vasek Pospisil Jack Sock            | 6-3, 3-6, [6-10]                    |
| 4.  | 9 de julio de 2016       | Wimbledon             | Hierba        | Julien Benneteau  | Pierre-Hugues Herbert Nicolas Mahut | 4-6, 6-7(1), 3-6                    |
| 5.  | 14 de mayo de 2017       | Madrid                | Tierra batida | Nicolas Mahut     | Łukasz Kubot Marcelo Melo           | 5-7, 3-6                            |
| 6.  | 25 de junio de 2017      | Queen's Club          | Hierba        | Julien Benneteau  | Jamie Murray Bruno Soares           | 2-6, 3-6                            |
| 7.  | 29 de octubre de 2017    | Basilea               | Dura (i)      | Fabrice Martin    | Ivan Dodig Marcel Granollers        | 5-7, 6-7(6)                         |
| 8.  | 14 de abril de 2018      | Marrakech             | Tierra batida | Benoît Paire      | Nikola Mektić Alexander Peya        | 5-7, 6-3, [7-10]                    |
| 9.  | 5 de agosto de 2018      | Washington            | Dura          | Mike Bryan        | Jamie Murray Bruno Soares           | 6-3, 3-6, [4-10]                    |
| 10. | 28 de octubre de 2018    | Viena                 | Dura (i)      | Mike Bryan        | Joe Salisbury Neal Skupski          | 6-7(5), 3-6                         |
| 11. | 13 de julio de 2019      | Wimbledon             | Hierba        | Nicolas Mahut     | Juan Sebastián Cabal Robert Farah   | 7-6(5), 6-7(5), 6-7(6), 7-6(5), 3-6 |
| 12. | 22 de septiembre de 2019 | Metz                  | Dura (i)      | Nicolas Mahut     | Robert Lindstedt Jan-Lennard Struff | 6-2, 6-7(1), [4-10]                 |
| 13. | 14 de noviembre de 2020  | Sofía                 | Dura (i)      | Jürgen Melzer     | Jamie Murray Neal Skupski           | w/o                                 |
| 14. | 22 de noviembre de 2020  | ATP World Tour Finals | Dura (i)      | Jürgen Melzer     | Wesley Koolhof Nikola Mektić        | 2-6, 6-3, [5-10]                    |
| 15. | 19 de marzo de 2022      | Indian Wells          | Dura          | Santiago González | John Isner Jack Sock                | 6-7(4), 3-6                         |
| 16. | 30 de octubre de 2022    | Basilea               | Dura (i)      | Nicolas Mahut     | Ivan Dodig Austin Krajicek          | 4-6, 6-7(5)                         |
| 17. | 21 de julio de 2024      | Hamburgo              | Tierra batida | Fabien Reboul     | Kevin Krawietz Tim Puetz            | 6-7(8), 2-6                         |
| 18. | 5 de abril de 2025       | Marrakech             | Tierra batida | Hugo Nys          | Petr Nouza Patrik Rikl              | 3-6, 4-6                            |
| 19. | 27 de agosto de 2025     | Washington            | Dura          | Hugo Nys          | Simone Bolelli Andrea Vavassori     | 3-6, 4-6                            |